# Antonio Salandra

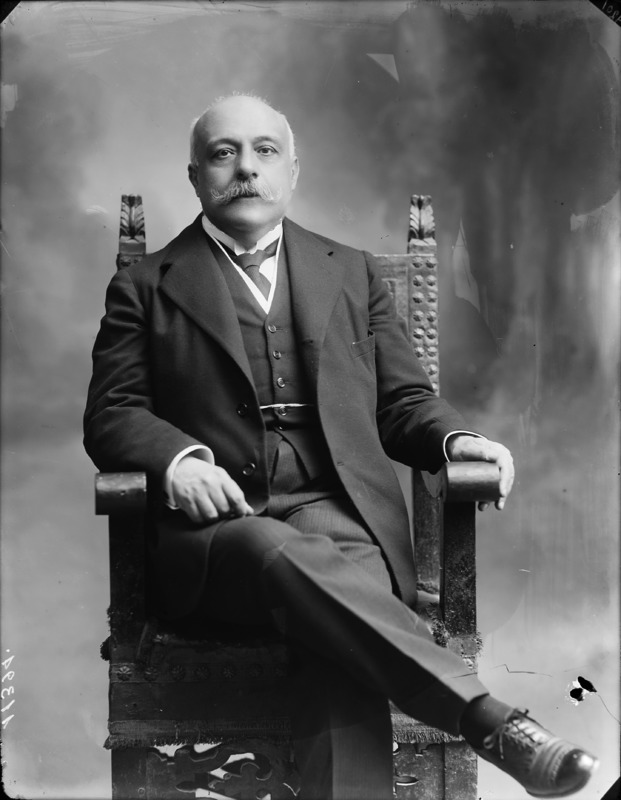
Antonio Salandra

Antonio Salandra (* 13. August 1853 in Troia; † 9. Dezember 1931 in Rom) war ein italienischer Jurist und Politiker, der zwischen 1891 und 1916 verschiedenen Regierungen als Staatssekretär bzw. Minister angehörte und vom 21. März 1914 bis zum 18. Juni 1916 in zwei aufeinander folgenden Kabinetten (Umbildung der Regierung am 5. November 1914) italienischer Ministerpräsident war.

## Leben und wissenschaftliche Karriere
Salandra wurde in einer reichen Großgrundbesitzerfamilie geboren, die seit Generationen zu den lokalen Honoratioren zählte: Schon der Urgroßvater wird 1799 als Bürgermeister von Troia erwähnt. Seine erste Bildung wurde durch Privatlehrer vermittelt, anschließend besuchte er Schulen in Lucera, woher die Mutter stammte, und Neapel. Im Alter von 15 Jahren wurde ihm die Hochschulreife bescheinigt. Salandra studierte ab 1868 Rechtswissenschaften an der Universität Neapel und ließ sich nach dem Abschluss 1872 als Rechtsanwalt nieder. Seit 1879 lehrte er an der Universität Rom, zunächst Wirtschafts- und Finanzrecht mit Spezialisierung auf die Gemeindefinanzen, ab 1880 Verwaltungswissenschaft und schließlich ab 1902 als ordentlicher Professor Verwaltungsrecht. 1906 bis 1910 und 1915 bis 1925 war er Dekan der Juristischen Fakultät dort. Seit 1904 war Salandra korrespondierendes, seit 1907 ordentliches Mitglied der Accademia dei Lincei, einer 1603 gegründeten wissenschaftlichen und literarischen Gesellschaft, die in Italien die Stelle einer Akademie der Wissenschaften einnimmt. Seit 1918 war er außerdem ordentliches Mitglied der Akademie der Wissenschaften in Turin und seit 1925 Mitglied der Accademia Pontaniana in Neapel.

## Politische Karriere

### Abgeordneter und Senator
1886 wurde Salandra erstmals in die Abgeordnetenkammer gewählt, der er bis 1928 ununterbrochen angehörte, zunächst zwei Legislaturperioden für Foggia, dann sieben Wahlperioden für den Wahlkreis Lucera, anschließend noch je einmal für Foggia, Bari und die nationale Sammelliste. Im Parlament vertrat er expansionistische Positionen in der Außen- und konservative Positionen in der Innenpolitik. Zwischen März und Dezember 1909 sowie zwischen Mai 1924 und Januar 1925 war er stellvertretender Vorsitzender bzw. Vorsitzender des Haushaltsausschusses der Kammer. Lange Zeit bekennender Konservativer, schloss er sich 1919 einer liberalen und 1921 einer liberaldemokratischen Gruppe im Parlament an, unterstützte jedoch die Machtergreifung Benito Mussolinis im Oktober 1922. Seit etwa 1926 stand er dem Faschismus in Teilen ablehnend gegenüber.
Nach dem Ausscheiden aus der Abgeordnetenkammer wurde er – entsprechend der Tradition für ehemalige Minister und langjährige Abgeordnete – zum Senator auf Lebenszeit ernannt, allerdings war der Senat zu dieser Zeit praktisch unbedeutend. Von Dezember 1929 bis zu seinem Tod war er hier Mitglied einer Justizkommission, die sich mit der Rechtsprechung des Obersten Gerichts beschäftigte.

### Regierungsmitglied
Von Februar bis April 1892 gehörte Salandra im Kabinett Starabba di Rudinì (1.) als Staatssekretär im Finanzministerium erstmals der Regierung an und übernahm diese Position wieder von Dezember 1893 bis Juni 1894 im Kabinett Crispi (3.), anschließend wechselte er, ebenfalls als Staatssekretär, bis März 1896 in das Schatzministerium. In diesen Amtsperioden beschäftigte er sich hauptsächlich mit der Stabilisierung des chronisch defizitären italienischen Staatshaushaltes. Von Mai 1899 bis Juni 1900 amtierte er als Minister für Landwirtschaft, Industrie und Handel im Kabinett Pelloux (2.), von Februar bis Mai 1906 als Finanzminister im Kabinett Sonnino (1.). Im Kabinett Sonnino (2.) von Dezember 1909 bis März 1910 übernahm er das Amt des Schatzministers.
Im März 1914 wurde Salandra nach dem Fall der Regierung Giolitti (4.) zum Ministerpräsidenten ernannt und übernahm gleichzeitig den Posten des Innenministers. Nach dem Tod des langjährigen Außenministers Antonino Paternò-Castello führte Salandra im Oktober/November 1914 für einige Wochen ad interim auch das Außenministerium, im September 1915 für einige Tage auch das Marineministerium.
Als Salandra Regierungschef wurde, befand sich Europa in einer Serie von Krisen und Kriegen, die schließlich in den Ersten Weltkrieg mündeten: die zweite Marokkokrise ab Mai 1911, der italienisch-türkische Krieg 1911/12 und die beiden Balkankriege 1912/13. Für Italien stellte sich dabei die Frage, ob man an dem zuletzt 1912 verlängerten und 1913 durch eine Marinekonvention ergänzten Dreibund festhalten solle oder ob an der Seite der Triple Entente mehr zu gewinnen sei. Da Österreich-Ungarn nicht gewillt war, die wiederholten italienischen Forderungen nach Gebietsabtretungen (Welschtirol und Triest samt Istrien) zu erfüllen, beschloss die italienische Regierung am 31. Juli 1914, vorerst neutral zu bleiben, ohne den Dreibund formal zu kündigen, gleichzeitig aber sowohl mit der Entente über den Preis für den Bündniswechsel als auch mit Österreich-Ungarn über den Preis für die Bündnistreue zu verhandeln. Diese ab 11. August 1914 in London bzw. ab Dezember 1914 in Wien geführten Verhandlungen führten schließlich im April 1915 zum Pakt von London, der den Kriegseintritt Italiens innerhalb eines Monats vorsah, während das österreichische Angebot vom 30. März einer Abtretung Welschtirols gegen Aufrechterhaltung der Neutralität von Salandras Außenminister Sidney Sonnino als ungenügend abgelehnt wurde.
Obwohl Bevölkerung und Parlament Italiens mehrheitlich an der Neutralität festhalten wollten, gelang es der Regierung Salandra, die Kündigung des Dreibundes am 4. Mai und den Kriegseintritt Italiens am 23. Mai 1915 durchzusetzen. Die Parlamentsmehrheit zwang ihn am 15. Mai 1915 zum Rücktritt, musste aber wenige Tage später nachgeben, da der König Viktor Emanuel III. an ihm festhielt und kein anderer mehrheitsfähiger Kandidat zur Verfügung stand. Neben der Hoffnung auf Gebietsgewinne spielte dabei auch die Erwartung eines schnellen Sieges (bis Frühherbst 1915) gegen das an der russischen Front beschäftigte Österreich-Ungarn (Schlacht bei Gorlice-Tarnów) eine wichtige Rolle. Auf Salandra selbst geht in dieser politischen Auseinandersetzung das Wort vom sacro egoismo Italiens zurück. Die Erwartung des schnellen Sieges erfüllte sich jedoch nicht, da es der Donaumonarchie mit deutscher Unterstützung gelang, im Hochgebirge und entlang des Isonzo eine stabile Abwehrfront zu errichten. Die den Hoffnungen durchaus nicht entsprechenden Ergebnisse trotz großer Opfer an gefallenen und verwundeten Soldaten führten zu einer allgemeinen Unzufriedenheit im Lande. In Folge der österreichisch-ungarischen Frühjahrsoffensive 1916 trat Salandra zurück. Sein Fraktionskollege Paolo Boselli wurde sein Nachfolger.
1919 gehörte Salandra der italienischen Delegation auf der Pariser Friedenskonferenz an, 1923 war er kurzzeitig Vertreter Italiens beim Völkerbund.

## Veröffentlichungen
1901 gründete Salandra zusammen mit Sonnino die bis heute erscheinende Zeitung Giornale d'Italia und veröffentlichte in ihr zahlreiche Artikel zur Tagespolitik. Außerdem veröffentlichte er Bücher zu juristischen und politischen Themen:
- La dottrina della rappresentanza personale: lineamenti d'una critica (Die Lehre von der persönlichen Vertretung: Grundzüge einer Kritik) in: Serafini, Filippo (Hrsg.): Archivio giuridico, Ausgabe 15/1875.
- Dei metodi e criteri per calcolare la ricchezza nazionale in Italia (Methoden und Kriterien zur Berechnung des Volkswohlstandes in Italien). Rom: Motta, 1880.
- Il divorzio in Italia (Scheidung in Italien). Rom: Forzani, 1882.
- Gli interessi della terra e la loro rappresentanza (Der Grundzins und seine Repräsentation). Neapel, 1884.
- Appunti di scienza dell'amministrazione (Notizen zur Verwaltungswissenschaft). Rom: Casetti, 1901(?).
- Lezioni di diritto amministrativo (Lektionen in Verwaltungsrecht), Rom: Casetti, 1902 und öfter.
- La giustizia amministrativa nei governi liberi (Die Verwaltungsgerichtsbarkeit freier Regierungen), Turin: Unione tipografico, 1904.
- La neutralità italiana (Die italienische Neutralität). Mailand: A. Mondadori, 1928
- L'intervento 1915 (Der Kriegseintritt 1915), Mailand: A. Mondadori, 1930
- Schließlich stammt die erste italienische Übersetzung der Prinzipien der Soziologie Herbert Spencers von Salandra.

## Sonstiges
In Rom, Bari und Messina existiert je eine Straße Via Antonio Salandra zu seinem Andenken, in Parma und Nardò eine Piazza Antonio Salandra, in Troia ist eine Schule nach ihm benannt.